# Równanie Redlicha-Kwonga
Równanie Redlicha-Kwonga – opracowane w 1948 roku w oparciu o równanie van der Waalsa równanie stanu gazu dające dokładniejsze wyniki niż równanie van der Waalsa:
{\displaystyle RT=\left(p+{\frac {a}{{\sqrt {T}}V_{\mathrm {m} }(V_{\mathrm {m} }+b)}}\right)\cdot \left(V_{\mathrm {m} }-b\right),}
{\displaystyle p={\frac {RT}{V_{\mathrm {m} }-b}}-{\frac {a}{{\sqrt {T}}V_{\mathrm {m} }\left(V_{\mathrm {m} }+b\right)}},}
{\displaystyle a={\frac {0{,}42748R^{2}T_{\mathrm {c} }^{2{,}5}}{p_{\mathrm {\mathrm {c} } }}},}
{\displaystyle b={\frac {0{,}08664RT_{\mathrm {c} }}{p_{\mathrm {c} }}},}
gdzie:
{\displaystyle V_{\mathrm {m} }} – objętość molowa,
{\displaystyle T} – temperatura,
{\displaystyle p} – ciśnienie,
{\displaystyle R} – uniwersalna stała gazowa,
{\displaystyle a,} {\displaystyle b} – stałe empiryczne zależne od rodzaju gazu (inne niż w równaniu van der Waalsa),
{\displaystyle T_{\mathrm {c} }} – temperatura krytyczna gazu,
{\displaystyle p_{\mathrm {c} }} – ciśnienie krytyczne gazu.
Autorzy zauważyli, że zachowanie się gazu w dużych ciśnieniach można lepiej opisać, gdy w równaniu van der Waalsa zmodyfikuje się człon {\displaystyle a/V^{2},} zastępując go wyrażeniem zależnym od temperatury i parametru {\displaystyle b.}